# جنبش بهکتی
جنبش بهکتی (Bhakti) یک جنبش مذهبی هندو است که کردار اصلی روحانی در آن، سرسپردگی عاشقانه به قدیس‌های شیواپرستان و ویشنوپرستان است.
بهکتی به معنی عبادت عاشقانه است و شعار این جنبش این است که هر کس که خدا را عاشقانه عبادت بکند خدا او را می‌پذیرد، از هر طبقه‌ای که باشد. این نهضت در واقع دروازه‌های نیایشگاه‌های هندو را به سوی شودره‌ها («نجس‌ها») باز کرد و تا حدودی مانع جذب آنها به خانقاه‌های صوفیان مسلمان شود.
«طریقهٔ بهکتی مرگه» یا «طریقهٔ عبادت عاشقانه»، از دیرباز یکی از روش‌های معروف پرستش ویشنو و تجلیات و تجسمات (اوتاره) او در میان هندوان بوده‌است و در منظومهٔ بهگودگیتا، در کنار دو روش دیگر، یعنی «کرمه مرگه» یا «طریقهٔ عبادت از طریق کردار» و «جنانه مرگه» یا «عبادت از طریق تفکر و معرفت نظری»، توصیه می‌شود؛ اما کریشنا، تجسم ویشنو، این روش را بر روش‌های دیگر برتری می‌نهد و پرستندگان خود را به این طریقه می‌خواند.

## پیشینه

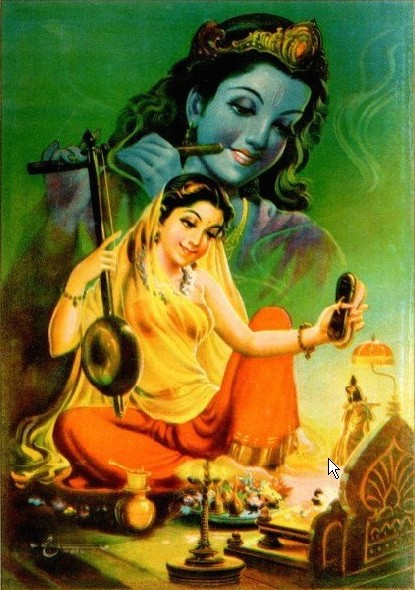
میرا بای بانوی شاعر هندی سدهٔ شانزدهم میلادی که ترانه‌هایش جایگاه ویژه‌ای در جنبش بهکتی دارد

پس از سلطان محمود غزنوی و غلبه نظامی او بر هند راه برای تبلیغات صوفیان مسلمان در هند هموار شد. و صوفیان در مناطق گوناگونی از هند خانقاه‌هایی را تأسیس کردند و هندوها این حضور را پذیرفتند و به این ترتیب آموزه‌های اسلامی به وسیله صوفیان در مناطق مختلف هند و در میان توده‌های مردم شروع به گسترش کرد. طبقه شودره‌ها یا طبقه نجس‌ها در هند که از مزایای اجتماعی بی‌بهره بودند رفته‌رفته به صوفی‌گری اسلامی روی آوردند و در واکنش به آن و برای جذب دوباره این طبقه به آیین هند نهضتی پدید آمد به نام جنبش بهکتی نو.
طریقهٔ بهکتی مرگه در دوران اسلامی، با کوشش‌های برهمنی به نام رام‌آننده (سده ۱۵م) و از پیروان باواسطهٔ رامانوجا، با عنوان «بهکتی نو» جانی تازه گرفت. این طریقه که با عامهٔ هندوان آمیزشی نزدیک داشت، بر نفی و انکار پرستش بت‌ها، شکستن مرزهای طبقاتی در امور دینی و نیایشی، برداشتن محرمات در خوراک و به کار بردن زبان‌های محلی در آموزش‌های دینی تأکید می‌کرد. یکی از شاگردان و پیروان رام‌آننده مردی بود به نام کبیر که معنویت هندویی و اسلامی را در سروده‌های خود جمع آورد.
نمودهایی از جریان بهکتی نو را می‌توانی در سروده‌های رابیندرانات تاگور، به‌ویژه گیتانجالی مشاهده کرد.